# Prêmios recebidos pela Unidos do Viradouro
A lista de prêmios recebidos pela Unidos do Viradouro reúne as premiações extraoficiais e as condecorações recebidas pelo Grêmio Recreativo Escola de Samba Unidos do Viradouro. A agremiação foi fundada em 24 de junho de 1946 por Nelson Jangada, Nelson Braga, Roque Soares, Paulo Braga, Juci, Ataíde, Ercília Guedes, Maria Ana, Oto Braga, Telinho, Lindolfo dos Santos, Otacílio Nascimento, Ito Machado Villaça Guedes, entre outros. A criação da escola foi ideia de Nelson dos Santos, conhecido como Nelson Jangada. O sambista morava na Rua Capitão Roseira, no Viradouro, e promovia rodas de samba e batucada no quintal de sua casa. Apaixonado por samba e carnaval, Jangada frequentava o bloco União do Viradouro. Após se desentender com dirigentes da agremiação, o sambista resolveu se desligar e fundar uma escola de samba. Para isso, reuniu amigos e foliões da região, além de jogadores e torcedores de um time de futebol da localidade.
A Viradouro é vencedora de diversas premiações, como Estandarte de Ouro (O Globo), considerado o "óscar do carnaval carioca"; Tamborim de Ouro (O Dia); Troféu Tupi (Super Rádio Tupi); S@mba-Net; Estrela do Carnaval; Prêmio SRzd; entre outras. A escola disputou os desfiles de Niterói por 39 anos (1947 a 1985), conquistando dezoito títulos na folia niteroiense. Desde 1986, participa do desfile das escolas de samba do Rio de Janeiro. Possui três títulos na elite do carnaval carioca, conquistados nos anos de 1997, 2020 e 2024. Ocupa a posição de sétima maior vencedora no ranking de campeãs do carnaval carioca. 

## Estandarte de Ouro
O Estandarte de Ouro é o mais antigo e importante prêmio extraoficial do carnaval do Rio de Janeiro, sendo conhecido como "Óscar do samba" ou "Óscar do carnaval", numa referência ao Óscar. Sua primeira edição foi realizada em 1972. É organizado e oferecido pelos jornais O Globo e Extra. Contempla a primeira e a segunda divisão do carnaval. Os vencedores são escolhidos por um júri formado por jornalistas, repórteres e colunistas do Jornal O Globo, da Rede Globo e da Rádio Globo; além de artistas ligados à música e às artes.

### Prêmios por categoria
| Categoria                                      | Total | Ano              |
| ---------------------------------------------- | ----- | ---------------- |
| Melhor Escola (Especial)                       | 1     | 1997             |
| Melhor Escola (Acesso)                         | 1     | 2014             |
| Samba-enredo (Especial)                        | 1     | 1992             |
| Samba-enredo (Acesso)                          | 1     | 2016             |
| Enredo                                         | 1     | 2020             |
| Intérprete                                     | 1     | 2000             |
| Mestre-sala                                    | 1     | 2025             |
| Porta-bandeira                                 | 1     | 2025             |
| Comissão de Frente                             | 2     | 2020, 2024       |
| Ala de Baianas                                 | 3     | 1992, 1999, 2015 |
| Inovação                                       | 1     | 2022             |
| Passista Feminino (Categoria extinta em 2019)  | 1     | 1992             |
| Passista Masculino (Categoria extinta em 2019) | 1     | 2006             |
| Ala de Crianças (Categoria extinta em 1994)    | 1     | 1991             |
| Total até 2025: 17 prêmios                     |       |                  |

### Relação completa
| Ano  | Categoria premiada                                        | C  | Referência    |
| ---- | --------------------------------------------------------- | -- | ------------- |
| 1991 | Ala de Crianças                                           | 1  | [ 12 ] [ 13 ] |
| 1992 | Samba-enredo ("E a Magia da Sorte Chegou")                | 2  | [ 12 ] [ 14 ] |
| 1992 | Ala de Baianas                                            | 3  | [ 12 ] [ 14 ] |
| 1992 | Passista Feminino (Patrícia Costa)                        | 4  | [ 12 ] [ 14 ] |
| 1997 | Melhor Escola                                             | 5  | [ 12 ] [ 15 ] |
| 1999 | Ala de Baianas                                            | 6  | [ 12 ] [ 16 ] |
| 2000 | Intérprete (Dominguinhos do Estácio)                      | 7  | [ 12 ] [ 17 ] |
| 2006 | Passista Masculino (Marivaldo, o Baiano)                  | 8  | [ 12 ] [ 18 ] |
| 2014 | Melhor Escola da Série A                                  | 9  | [ 19 ]        |
| 2015 | Ala de Baianas                                            | 10 | [ 20 ]        |
| 2016 | Samba-enredo ("O Alabê de Jerusalém: A Saga de Ogundana") | 11 | [ 21 ]        |
| 2020 | Enredo ("Viradouro de Alma Lavada")                       | 12 | [ 22 ]        |
| 2020 | Comissão de Frente                                        | 13 | [ 22 ]        |
| 2022 | Inovação (Samba-enredo em formato de carta)               | 14 | [ 23 ]        |
| 2024 | Comissão de Frente                                        | 15 | [ 24 ]        |
| 2025 | Mestre-sala (Julinho Nascimento)                          | 16 | [ 25 ]        |
| 2025 | Porta-bandeira (Rute Alves)                               | 17 | [ 25 ]        |

## Estrela do Carnaval
Estrela do Carnaval é uma premiação organizada e concedida pelo site Carnavalesco à primeira e segunda divisões do carnaval carioca. Sua primeira edição foi realizada em 2008. Até 2011 foi realizada em parceria com o site SRZD. Os premiados são escolhidos por jornalistas, comentaristas, radialistas e fotógrafos que fazem a cobertura dos desfiles das escolas de samba.
| Ano  | Categoria premiada                                             | C  | Referência           |
| ---- | -------------------------------------------------------------- | -- | -------------------- |
| 2008 | Originalidade (Alegoria do "banquete de baratas")              | 1  | [ 27 ] [ 28 ]        |
| 2009 | Passista Masculino (Anderson Lima)                             | 2  | [ 26 ] [ 29 ] [ 30 ] |
| 2011 | Comissão de Frente                                             | 3  | [ 31 ] [ 32 ]        |
| 2011 | Mestre-sala e Porta-bandeira (Robson Sensação e Ana Paula)     | 4  | [ 31 ] [ 32 ]        |
| 2014 | Melhor Desfile                                                 | 5  | [ 33 ]               |
| 2014 | Intérprete (Zé Paulo Sierra)                                   | 6  | [ 33 ]               |
| 2016 | Samba-enredo ("O Alabê de Jerusalém: A Saga de Ogundana")      | 7  | [ 34 ]               |
| 2016 | Intérprete (Zé Paulo Sierra)                                   | 8  | [ 34 ]               |
| 2017 | Intérprete (Zé Paulo Sierra)                                   | 9  | [ 35 ]               |
| 2018 | Bateria                                                        | 10 | [ 36 ]               |
| 2018 | Ala de Baianas                                                 | 11 | [ 36 ]               |
| 2019 | Desfile do Ano                                                 | 12 | [ 37 ]               |
| 2019 | Conjunto de Alegorias                                          | 13 | [ 37 ]               |
| 2019 | Carnavalesco (Paulo Barros)                                    | 14 | [ 37 ]               |
| 2020 | Mestre-sala e Porta-bandeira (Julinho Nascimento e Rute Alves) | 15 | [ 38 ]               |
| 2020 | Ala de Baianas                                                 | 16 | [ 38 ]               |
| 2022 | Conjunto de Fantasias                                          | 17 | [ 39 ]               |
| 2023 | Desfile do Ano                                                 | 18 | [ 40 ]               |
| 2023 | Ala de Baianas                                                 | 19 | [ 40 ]               |
| 2023 | Carnavalesco (Tarcisio Zanon)                                  | 20 | [ 40 ]               |
| 2024 | Desfile do Ano                                                 | 21 | [ 41 ]               |
| 2024 | Mestre-sala e Porta-bandeira (Julinho Nascimento e Rute Alves) | 22 | [ 41 ]               |
| 2024 | Ala de Baianas                                                 | 23 | [ 41 ]               |
| 2025 | Comissão de Frente                                             | 24 | [ 42 ]               |
| 2025 | Originalidade (Holograma no carro abre-alas)                   | 25 | [ 42 ]               |

## Fala Galera Carna Insta
Fala Galera Carna Insta é um prêmio concedido desde 2022 pelo site carnainsta junto com o canal Fala Galera às escolas de samba da primeira e da segunda divisão do carnaval carioca.
| Ano  | Categoria premiada                                          | C | Referência |
| ---- | ----------------------------------------------------------- | - | ---------- |
| 2022 | Enredo ("Não Há Tristeza que Possa Suportar Tanta Alegria") | 1 | [ 43 ]     |
| 2022 | Ala de Baianas                                              | 2 | [ 43 ]     |
| 2023 | Melhor Escola                                               | 3 | [ 44 ]     |
| 2023 | Enredo ("Rosa Maria Egipcíaca")                             | 4 | [ 44 ]     |
| 2023 | Carnavalesco (Tarcisio Zanon)                               | 5 | [ 44 ]     |
| 2024 | Melhor Escola                                               | 6 | [ 45 ]     |
| 2024 | Evolução                                                    | 7 | [ 45 ]     |
| 2024 | Ala de Baianas                                              | 8 | [ 45 ]     |
| 2024 | Carnavalesco (Tarcisio Zanon)                               | 9 | [ 45 ]     |

## Feras da Sapucaí
Feras da Sapucaí é um prêmio concedido desde 2022 pela revista Feras do Carnaval às escolas de samba da primeira e da segunda divisão do carnaval carioca.
| Ano  | Categoria premiada                                             | C | Referência |
| ---- | -------------------------------------------------------------- | - | ---------- |
| 2022 | Mestre-sala e Porta-bandeira (Julinho Nascimento e Rute Alves) | 1 | [ 46 ]     |
| 2022 | Musa do Carnaval (Belinha Delfim)                              | 2 | [ 46 ]     |
| 2023 | Enredo ("Rosa Maria Egipcíaca")                                | 3 | [ 47 ]     |
| 2023 | Comissão de Frente                                             | 4 | [ 47 ]     |

## Gato de Prata
Troféu Gato de Prata é um prêmio idealizado e concedido pelo cantor, compositor e jornalista Tico do Gato à primeira e segunda divisões do carnaval carioca. Sua primeira edição foi realizada em 2010. A escolha dos contemplados é feita por jornalistas, comentaristas, radialistas e fotógrafos que fazem a cobertura dos desfiles das escolas de samba.
| Ano  | Categoria premiada                                                        | C  | Referência |
| ---- | ------------------------------------------------------------------------- | -- | ---------- |
| 2011 | Melhor Escola do Grupo A                                                  | 1  | [ 49 ]     |
| 2014 | Intérprete (Zé Paulo Sierra)                                              | 2  | [ 50 ]     |
| 2014 | Revelação (João Vitor Araújo - Carnavalesco)                              | 3  | [ 50 ]     |
| 2016 | Samba-enredo ("O Alabê de Jerusalém: A Saga de Ogundana")                 | 4  | [ 51 ]     |
| 2016 | Intérprete (Zé Paulo Sierra)                                              | 5  | [ 51 ]     |
| 2016 | Personalidade (Altay Veloso - Compositor)                                 | 6  | [ 51 ]     |
| 2017 | Velha Guarda                                                              | 7  | [ 48 ]     |
| 2017 | Revelação (Jorge Silveira - Carnavalesco)                                 | 8  | [ 48 ]     |
| 2018 | Samba-enredo ("Vira a Cabeça, Pira o Coração – Loucos Gênios da Criação") | 9  | [ 52 ]     |
| 2018 | Mestre-sala e Porta-bandeira (Julinho Nascimento e Rute Alves)            | 10 | [ 52 ]     |
| 2018 | Comissão de Frente                                                        | 11 | [ 52 ]     |
| 2019 | Passistas Masculinos                                                      | 12 | [ 53 ]     |
| 2020 | Mestre-sala e Porta-bandeira (Julinho Nascimento e Rute Alves)            | 13 | [ 54 ]     |
| 2020 | Melhor Ala ("Carpinteiro Juvenil")                                        | 14 | [ 54 ]     |
| 2020 | Passistas Masculinos                                                      | 15 | [ 54 ]     |
| 2020 | Melhor Comunicação com o Público (Samba da Viradouro)                     | 16 | [ 54 ]     |
| 2023 | Carnavalesco (Tarcisio Zanon)                                             | 17 | [ 55 ]     |
| 2024 | Comissão de Frente                                                        | 18 | [ 56 ]     |
| 2024 | Intérprete (Wander Pires)                                                 | 19 | [ 56 ]     |
| 2024 | Ala de Passistas                                                          | 20 | [ 56 ]     |
| 2025 | Mestre-sala e Porta-bandeira (Julinho Nascimento e Rute Alves)            | 21 | [ 57 ]     |

## Melhores do Carnaval
Melhores do Carnaval é um prêmio virtual concedido às escolas de samba da primeira divisão do carnaval carioca.
| Ano  | Categoria premiada               | C | Referência |
| ---- | -------------------------------- | - | ---------- |
| 2025 | Mestre-sala (Julinho Nascimento) | 1 | [ 58 ]     |

## Passista Samba no Pé
O Prêmio Passista Samba no Pé é destinado exclusivamente ao segmento de passistas do carnaval do Rio de Janeiro, sendo oferecido pelo portal Passista Samba no Pé. Contempla a primeira e segunda divisão do carnaval. Sua primeira edição foi realizada em 2016. A escolha dos contemplados é realizada pelos coordenadores do prêmio.
| Ano  | Categoria premiada                        | Referência    |
| ---- | ----------------------------------------- | ------------- |
| 2017 | Ala de Passistas                          | [ 59 ] [ 60 ] |
| 2020 | Passista Revelação Mirim (Cauã Fernandes) | [ 61 ] [ 62 ] |

## Plumas & Paetês Cultural
O Prêmio Plumas & Paetês Cultural é uma premiação concedida desde 2005 à técnicos e profissionais que trabalham nos bastidores do carnaval carioca.
| Ano  | Categoria                         | Premiado(a)                                                                            | C  | Referência    |
| ---- | --------------------------------- | -------------------------------------------------------------------------------------- | -- | ------------- |
| 2005 | Destaque Performático             | Paulo Robert                                                                           | 1  | [ 64 ]        |
| 2007 | Coreógrafo                        | Sérgio Lobato                                                                          | 2  | [ 65 ]        |
| 2007 | Desenhista                        | Erler Junior                                                                           | 3  | [ 65 ]        |
| 2007 | Iluminador                        | Mário Sérgio                                                                           | 4  | [ 65 ]        |
| 2009 | Mestre de Bateria                 | Mestre Ciça                                                                            | 5  | [ 66 ]        |
| 2011 | Mestre de Bateria                 | Mestre Pablo                                                                           | 6  | [ 67 ]        |
| 2011 | Compositores                      | Renan Gemeo, P.C. Portugal, Rodrigo, Fernando Johara, Diego Moura e Jeferson Lima      | 7  | [ 67 ]        |
| 2011 | Costureira                        | Flávia Jacob                                                                           | 8  | [ 67 ]        |
| 2011 | Ferreiro                          | Valdecir                                                                               | 9  | [ 67 ]        |
| 2012 | Ferreiro                          | Devalcyr Ribeiro                                                                       | 10 | [ 68 ]        |
| 2014 | Carnavalesco                      | João Vitor Araújo                                                                      | 11 | [ 69 ]        |
| 2014 | Compositores                      | Dudu Nobre, Diego Tavares, Zé Glória, Paulo Oliveira, Dilson Marimba e Júnior Fraga    | 12 | [ 69 ]        |
| 2014 | Iluminador                        | Joel Francisco                                                                         | 13 | [ 69 ]        |
| 2014 | Gestor de Ateliê                  | Aquarela Carioca - pela confecção da fantasia do casal de mestre-sala e porta-bandeira | 14 | [ 69 ]        |
| 2016 | Compositores                      | Paulo César Feital, Zé Gloria, Felipe Filósofo, Maria Preta, Fabio Borges e William    | 15 | [ 70 ]        |
| 2016 | Pintores Artísticos               | Gilmar e Magrão                                                                        | 16 | [ 70 ]        |
| 2017 | Desenhista                        | Jorge Silveira                                                                         | 17 | [ 71 ]        |
| 2017 | Carpinteiro                       | Paulo José                                                                             | 18 | [ 71 ]        |
| 2018 | Carnavalesco                      | Edson Pereira                                                                          | 19 | [ 72 ]        |
| 2018 | Destaque de Luxo Feminino         | Talita Monassa                                                                         | 20 | [ 72 ]        |
| 2018 | Diretor de Bateria                | Mestre Mourão                                                                          | 21 | [ 72 ]        |
| 2018 | Diretores de Carnaval             | Alex Fab e Dudu Falcão                                                                 | 22 | [ 72 ]        |
| 2018 | Diretor de Harmonia               | Mauro Amorim                                                                           | 23 | [ 72 ]        |
| 2018 | Diretor de Barracão               | Soninha e Alex Fab                                                                     | 24 | [ 72 ]        |
| 2018 | Passista Feminina                 | Kelly Pitanga                                                                          | 25 | [ 72 ]        |
| 2018 | Passista Masculino                | Flávio Ribeiro                                                                         | 26 | [ 72 ]        |
| 2018 | Aderecista                        | Leandro Santos e Ricardo André dos Santos                                              | 27 | [ 72 ]        |
| 2018 | Carpinteiro                       | Jurassir Alves                                                                         | 28 | [ 72 ]        |
| 2018 | Custureira                        | Alessandra Reis                                                                        | 29 | [ 72 ]        |
| 2018 | Desenhista                        | Fernando Alvarez                                                                       | 30 | [ 72 ]        |
| 2018 | Ferreiro                          | Helcio Paim                                                                            | 31 | [ 72 ]        |
| 2018 | Maquiador Artistico               | Jorge Abreu                                                                            | 32 | [ 72 ]        |
| 2019 | Coreógrafo                        | Alex Neoral                                                                            | 33 | [ 73 ]        |
| 2019 | Diretores de Carnaval             | Alex Fab e Dudu Falcão                                                                 | 34 | [ 73 ]        |
| 2019 | Mestre de Bateria                 | Mestre Ciça                                                                            | 35 | [ 73 ]        |
| 2019 | Aderecista                        | Ricardo Cigano e Rogério                                                               | 36 | [ 73 ]        |
| 2019 | Costureira                        | Maria da Conceição                                                                     | 37 | [ 73 ]        |
| 2019 | Ferreiro                          | João Lopes                                                                             | 38 | [ 73 ]        |
| 2019 | Figurinista                       | Bruno Oliveira                                                                         | 39 | [ 73 ]        |
| 2019 | Iluminador                        | Mário Sergio                                                                           | 40 | [ 73 ]        |
| 2019 | Maquiador Artístico               | Cristina Grall e Juranda                                                               | 41 | [ 73 ]        |
| 2019 | Pintor Artístico                  | Leandro Assis                                                                          | 42 | [ 73 ]        |
| 2020 | Carnavalescos                     | Marcus Ferreira e Tarcisio Zanon                                                       | 43 | [ 74 ]        |
| 2020 | Diretores de Carnaval             | Alex Fab e Dudu Falcão                                                                 | 44 | [ 74 ]        |
| 2020 | Diretor de Barracão               | Nilton Rosa                                                                            | 45 | [ 74 ]        |
| 2020 | Aderecistas                       | Ricardo Cigano, Luis Silva e Leandro                                                   | 46 | [ 74 ]        |
| 2020 | Costureiras                       | Denise Correa e Adailza                                                                | 47 | [ 74 ]        |
| 2020 | Figurinista                       | Roberto Monteiro                                                                       | 48 | [ 74 ]        |
| 2020 | Pintor Artistico                  | Leandro Assis                                                                          | 49 | [ 74 ]        |
| 2022 | Intérprete                        | Zé Paulo Sierra                                                                        | 50 | [ 75 ] [ 76 ] |
| 2022 | Diretores de Carnaval             | Alex Fab e Dudu Falcão                                                                 | 51 | [ 75 ] [ 76 ] |
| 2022 | Chapeleiro                        | Biano Ferraro                                                                          | 52 | [ 75 ] [ 76 ] |
| 2022 | Costureira                        | Simone Pereira                                                                         | 53 | [ 75 ] [ 76 ] |
| 2022 | Escultor de Espuma                | Orlando Sérgio e Francisco Murta                                                       | 54 | [ 75 ] [ 76 ] |
| 2022 | Ferreiro                          | João Lopes                                                                             | 55 | [ 75 ] [ 76 ] |
| 2022 | Figurinista                       | Roberto Monteiro                                                                       | 56 | [ 75 ] [ 76 ] |
| 2022 | Iluminador                        | Alan Carvalho                                                                          | 57 | [ 75 ] [ 76 ] |
| 2022 | Modelista                         | Alessandra Reis                                                                        | 58 | [ 75 ] [ 76 ] |
| 2022 | Pintor de Arte                    | Leandro Assis                                                                          | 59 | [ 75 ] [ 76 ] |
| 2023 | Aderecista de Alegorias           | Biano Ferraro                                                                          | 60 | [ 77 ]        |
| 2023 | Carnavalesco                      | Tarcisio Zanon                                                                         | 61 | [ 77 ]        |
| 2023 | Coreógrafos de Comissão de Frente | Priscilla Mota e Rodrigo Negri                                                         | 62 | [ 77 ]        |
| 2023 | Assistente de Coreógrafos         | Bárbara Mesquita                                                                       | 63 | [ 77 ]        |
| 2023 | Destaque de Luxo Feminino         | Luana Ritz                                                                             | 64 | [ 77 ]        |
| 2023 | Destaque Performático             | Erika Januza                                                                           | 65 | [ 77 ]        |
| 2023 | Diretores de Carnaval             | Alex Fab e Dudu Falcão                                                                 | 66 | [ 77 ]        |
| 2023 | Diretores de Harmonia             | Jefferson Coutinho e Marcos Mendes                                                     | 67 | [ 77 ]        |
| 2023 | Maquiador Artístico               | Christina Gall                                                                         | 68 | [ 77 ]        |
| 2023 | Mestre-sala                       | Julinho Nascimento                                                                     | 69 | [ 77 ]        |
| 2023 | Passista Masculino                | Tavin Leandro                                                                          | 70 | [ 77 ]        |
| 2023 | Porta-bandeira                    | Rute Alves                                                                             | 71 | [ 77 ]        |
| 2024 | Coreógrafo de Alas e Alegorias    | Márcio Moura                                                                           | 72 | [ 78 ]        |
| 2024 | Design Gráfico                    | João Torres                                                                            | 73 | [ 78 ]        |
| 2024 | Destaque Performático Masculino   | Maurício Pina                                                                          | 74 | [ 78 ]        |
| 2024 | Diretor de Passistas              | Valci Pelé                                                                             | 75 | [ 78 ]        |
| 2024 | Pesquisador de Enredo             | João Gustavo Melo                                                                      | 76 | [ 78 ]        |
| 2024 | Pintor Artistico                  | Leandro Assis                                                                          | 77 | [ 78 ]        |
| 2025 | Destaque Performático Feminino    | Luana Bandeira                                                                         | 78 | [ 79 ]        |
| 2025 | Destaque Performático Masculino   | Cris Moratto                                                                           | 79 | [ 79 ]        |
| 2025 | Design Gráfico                    | Everton Morgado                                                                        | 80 | [ 79 ]        |
| 2025 | Escultor/Artesão                  | Flávio Polycarpo e Alex Salvador                                                       | 81 | [ 79 ]        |
| 2025 | Estilista                         | Fernando Magalhães                                                                     | 82 | [ 79 ]        |
| 2025 | Ferreiro                          | João Lopes                                                                             | 83 | [ 79 ]        |
| 2025 | Passista Feminino                 | Viviane Assis                                                                          | 84 | [ 79 ]        |
| 2025 | Pintor Artistico                  | Leandro Assis                                                                          | 85 | [ 79 ]        |

## Prêmio 100% Carnaval
100% Carnaval é um prêmio virtual concedido desde 2019 às escolas de samba da primeira e da segunda divisão do carnaval carioca.
| Ano  | Categoria premiada               | C  | Referência |
| ---- | -------------------------------- | -- | ---------- |
| 2019 | Carnavalesco (Paulo Barros)      | 1  | [ 80 ]     |
| 2019 | Conjunto de Fantasias            | 2  | [ 80 ]     |
| 2022 | Velha Guarda                     | 3  | [ 81 ]     |
| 2023 | Melhor Escola                    | 4  | [ 82 ]     |
| 2023 | Mestre-sala (Julinho Nascimento) | 5  | [ 82 ]     |
| 2023 | Carnavalesco (Tarcisio Zanon)    | 6  | [ 82 ]     |
| 2023 | Comissão de Frente               | 7  | [ 82 ]     |
| 2023 | Conjunto Alegórico               | 8  | [ 82 ]     |
| 2024 | Melhor Escola                    | 9  | [ 83 ]     |
| 2024 | Comissão de Frente               | 10 | [ 83 ]     |
| 2024 | Ala de Passistas                 | 11 | [ 83 ]     |

## Prêmio Destaques do Ano
O Prêmio Destaques do Ano é oferecido desde 2020 pelo site Carnavalesco a escolas de samba e personalidades do carnaval que se destacaram em cada ano.
| Ano       | Categoria premiada                                                                   | C  | Referência |
| --------- | ------------------------------------------------------------------------------------ | -- | ---------- |
| 2020/2021 | Melhor Gestão (Marcelinho Calil - Presidente da Viradouro)                           | 1  | [ 84 ]     |
| 2022      | Melhor Gestão (Marcelinho Calil - Presidente da Viradouro)                           | 2  | [ 85 ]     |
| 2023      | Melhor Live de Final de Disputa de Samba-enredo para 2024                            | 3  | [ 86 ]     |
| 2023      | Melhor Show de Segmentos na Final da Disputa de Samba-enredo para 2024               | 4  | [ 86 ]     |
| 2023      | Artista do Ano (Tarcisio Zanon - Carnavalesco)                                       | 5  | [ 86 ]     |
| 2024      | Escola do ano                                                                        | 6  | [ 87 ]     |
| 2024      | Gestor (Marcelinho Calil - Presidente da Viradouro)                                  | 7  | [ 87 ]     |
| 2024      | Direção de Carnaval (Alex Fab e Dudu Falcão)                                         | 8  | [ 87 ]     |
| 2024      | Sambista da Nova Geração (Caio Gonze)                                                | 9  | [ 87 ]     |
| 2024      | Fez a Diferença (Priscilla Mota e Rodrigo Negri - Coreógrafos da Comissão de Frente) | 10 | [ 87 ]     |
| 2024      | Melhor Live de Final de Disputa de Samba-enredo para 2025                            | 11 | [ 87 ]     |

## Resenha dos Sambistas
Resenha dos Sambistas é uma premiação criada em 2024, idealizada e promovida pelos diretores de carnaval Junior Escafura e Dudu Azevedo. Os premiados são indicados por diretores de carnaval e representantes dos segmentos de cada escola. Os três indicados de cada categoria recebem placas de primeiro, segundo e terceiro lugar.
| Ano  | Categorias premiadas                             | Outras indicações | Referência    |
| ---- | ------------------------------------------------ | --- | ------------- |
| 2024 | - Comissão de Frente - Ala de Baianas - Harmonia | - Bateria (segundo lugar) - Direção de Barracão (segundo lugar) - Direção de Carnaval (segundo lugar) - Ala de Passistas (terceiro lugar)                 | [ 89 ] [ 90 ] |
| 2025 | -                                                | - Mestre-sala e Porta-bandeira (segundo lugar) - Direção de Barracão (segundo lugar) - Samba-enredo (terceiro lugar) - Rainha de Bateria (terceiro lugar) | [ 91 ]        |

## S@mba-Net
O Prêmio S@mba-Net é uma premiação concedida às escolas de samba da primeira, segunda e terceira divisões do carnaval do Rio de Janeiro. Foi idealizado pelo carnavalesco Luiz Fernando Reis e criado em 1999, ano de sua primeira edição. Os premiados são escolhidos por jornalistas que fazem a cobertura dos desfiles e pelos coordenadores do prêmio.
| Ano  | Categoria premiada                                                             | C  | Referência    |
| ---- | ------------------------------------------------------------------------------ | -- | ------------- |
| 2011 | Bateria                                                                        | 1  | [ 95 ] [ 96 ] |
| 2011 | Mestre-sala e Porta-bandeira (Robson Sensação e Ana Paula)                     | 2  | [ 95 ] [ 96 ] |
| 2011 | Ala de Crianças                                                                | 3  | [ 95 ] [ 96 ] |
| 2011 | Mais Elegante Galeria de Velha Guarda                                          | 4  | [ 95 ] [ 96 ] |
| 2012 | Bateria                                                                        | 5  | [ 97 ] [ 98 ] |
| 2012 | Ala de Crianças                                                                | 6  | [ 97 ] [ 98 ] |
| 2013 | Mais Elegante Galeria de Velha Guarda                                          | 7  | [ 99 ]        |
| 2014 | Melhor Escola                                                                  | 8  | [ 100 ]       |
| 2014 | Intérprete (Zé Paulo Sierra)                                                   | 9  | [ 100 ]       |
| 2014 | Revelação (João Vitor Araújo - Carnavalesco)                                   | 10 | [ 100 ]       |
| 2014 | Ala de Baianas                                                                 | 11 | [ 100 ]       |
| 2016 | Samba-enredo ("O Alabê de Jerusalém: A Saga de Ogundana")                      | 12 | [ 101 ]       |
| 2016 | Bateria                                                                        | 13 | [ 101 ]       |
| 2017 | Mais Elegante Galeria de Velha Guarda                                          | 14 | [ 102 ]       |
| 2017 | Revelação (Jorge Silveira - Carnavalesco)                                      | 15 | [ 102 ]       |
| 2018 | Melhor Escola                                                                  | 16 | [ 103 ]       |
| 2018 | Ala de Baianas                                                                 | 17 | [ 103 ]       |
| 2018 | Conjunto Alegórico                                                             | 18 | [ 103 ]       |
| 2018 | Alegoria ("É Ter na Mente, a Fábrica da Loucura da Criação" - Carro Abre-Alas) | 19 | [ 103 ]       |
| 2019 | Mais Elegante Galeria de Velha Guarda                                          | 20 | [ 104 ]       |
| 2020 | Conjunto de Passistas                                                          | 21 | [ 105 ]       |
| 2020 | Destaque de Luxo (Edmilton Paracambi)                                          | 22 | [ 105 ]       |
| 2022 | Mais Elegante Galeria de Velha Guarda                                          | 23 | [ 106 ]       |
| 2023 | Comissão de Frente                                                             | 24 | [ 107 ]       |
| 2024 | Melhor Escola                                                                  | 25 | [ 108 ]       |

## SRzd Carnaval
O Prêmio SRzd Carnaval é uma premiação organizada e concedida pelo site SRzd à primeira, segunda e terceira divisões do carnaval carioca. De 2008 a 2011 foi realizado como "Estrela do Carnaval". A partir de 2012, passou a se chamar SRzd Carnaval. Os premiados são escolhidos por jornalistas que fazem a cobertura dos desfiles das escolas de samba.
| Ano  | Categoria premiada                                        | C  | Referência |
| ---- | --------------------------------------------------------- | -- | ---------- |
| 2014 | Melhor Desfile                                            | 1  | [ 110 ]    |
| 2014 | Conjunto da Obra (eleita por votação popular online)      | 2  | [ 111 ]    |
| 2015 | Intérprete (Zé Paulo Sierra)                              | 3  | [ 112 ]    |
| 2016 | Samba-enredo ("O Alabê de Jerusalém: A Saga de Ogundana") | 4  | [ 113 ]    |
| 2017 | Intérprete (Zé Paulo Sierra)                              | 5  | [ 114 ]    |
| 2017 | Ala de Passistas                                          | 6  | [ 114 ]    |
| 2018 | Comissão de Frente                                        | 7  | [ 115 ]    |
| 2018 | Ala de Baianas                                            | 8  | [ 115 ]    |
| 2018 | Intérprete (Zé Paulo Sierra)                              | 9  | [ 115 ]    |
| 2018 | Carnavalesco (Edson Pereira)                              | 10 | [ 115 ]    |
| 2019 | Comissão de Frente                                        | 11 | [ 116 ]    |
| 2020 | Melhor Escola                                             | 12 | [ 117 ]    |
| 2020 | Ala de Baianas                                            | 13 | [ 117 ]    |
| 2022 | Ala de Baianas                                            | 14 | [ 118 ]    |
| 2023 | Comissão de Frente                                        | 15 | [ 119 ]    |
| 2023 | Intérprete (Zé Paulo Sierra)                              | 16 | [ 119 ]    |
| 2023 | Carnavalesco (Tarcisio Zanon)                             | 17 | [ 119 ]    |
| 2024 | Melhor Escola                                             | 18 | [ 120 ]    |

## Troféu Bateria
O Troféu Bateria é concedido por especialistas no assunto, desde 2016, às escolas de samba da primeira e da segunda divisão do carnaval carioca.
| Ano  | Categoria premiada        | C | Referência |
| ---- | ------------------------- | - | ---------- |
| 2020 | Melhor Paradinha (Timbau) | 1 | [ 121 ]    |
| 2020 | Melhor Mestre (Ciça)      | 2 | [ 121 ]    |
| 2023 | Ala de Cuíca              | 3 | [ 121 ]    |
| 2024 | Melhor Mestre (Ciça)      | 4 | [ 121 ]    |
| 2025 | Ala de Cuíca              | 5 | [ 121 ]    |

## Troféu Explosão in Samba
O Troféu Explosão in Samba é concedido pela Revista Explosão in Samba desde 2017 às escolas de samba da primeira e da segunda divisão do carnaval carioca.
| Ano  | Categoria premiada           | C  | Referência |
| ---- | ---------------------------- | -- | ---------- |
| 2019 | Intérprete (Zé Paulo Sierra) | 1  | [ 122 ]    |
| 2020 | Bateria                      | 2  | [ 123 ]    |
| 2022 | Musa (Bellinha Delfim)       | 3  | [ 124 ]    |
| 2023 | Comissão de Frente           | 4  | [ 125 ]    |
| 2023 | Intérprete (Zé Paulo Sierra) | 5  | [ 125 ]    |
| 2023 | Conjunto de Alegorias        | 6  | [ 125 ]    |
| 2024 | Melhor Escola                | 7  | [ 126 ]    |
| 2024 | Comissão de Frente           | 8  | [ 126 ]    |
| 2024 | Conjunto de Alegorias        | 9  | [ 126 ]    |
| 2024 | Musa (Carol Macharethe)      | 10 | [ 126 ]    |

## Troféu Sambario
O Troféu Sambario é um prêmio virtual concedido pelo site especializado Sambario desde 2009 às escolas de samba dos grupos Especial e de acesso. Entre 2013 e 2017, não foi realizado, retornando com a edição de 2018. Os vencedores são escolhidos através de votação interna feita entre a equipe do site Sambario, com jornalistas e integrantes de outros veículos convidados.
| Ano  | Categoria premiada                        | C  | Referência |
| ---- | ----------------------------------------- | -- | ---------- |
| 2009 | Samba-enredo ("Vira-Bahia, Pura Energia") | 1  | [ 127 ]    |
| 2019 | Mestre-sala (Julinho Nascimento)          | 2  | [ 128 ]    |
| 2020 | Intérprete (Zé Paulo Sierra)              | 3  | [ 129 ]    |
| 2020 | Conjunto de Fantasias                     | 4  | [ 129 ]    |
| 2023 | Melhor Escola                             | 5  | [ 130 ]    |
| 2023 | Comissão de Frente                        | 6  | [ 130 ]    |
| 2023 | Melhor Ala ("O Brasil de Muitas Rosas")   | 7  | [ 130 ]    |
| 2023 | Conjunto de Fantasias                     | 8  | [ 130 ]    |
| 2024 | Melhor Escola                             | 9  | [ 131 ]    |
| 2024 | Bateria                                   | 10 | [ 131 ]    |
| 2024 | Comissão de Frente                        | 11 | [ 131 ]    |
| 2024 | Conjunto Alegórico                        | 12 | [ 131 ]    |
| 2024 | Conjunto de Fantasias                     | 13 | [ 131 ]    |
| 2024 | Carnavalesco (Tarcisio Zanon)             | 14 | [ 131 ]    |

## Troféu Tupi Carnaval Total
O Troféu Tupi Carnaval Total é um prêmio concedido pela Super Rádio Tupi, desde 2010, às escolas de samba da primeira e segunda divisão do carnaval. Os premiados são escolhidos por jornalistas, comentaristas e repórteres que cobrem o carnaval pela Rádio Tupi. Entre 2016 e 2019 o prêmio não foi entregue, retornando com a edição de 2020.
| Ano  | Categoria premiada                                                | C  | Referência              |
| ---- | ----------------------------------------------------------------- | -- | ----------------------- |
| 2014 | Melhor Escola da Série A                                          | 1  | [ 132 ]                 |
| 2020 | Enredo ("Viradouro de Alma Lavada")                               | 2  | [ 133 ] [ 134 ] [ 135 ] |
| 2020 | Bateria                                                           | 3  | [ 133 ] [ 134 ] [ 135 ] |
| 2020 | Intérprete (Zé Paulo Sierra)                                      | 4  | [ 133 ] [ 134 ] [ 135 ] |
| 2022 | Samba-enredo ("Não Há Tristeza que Possa Suportar Tanta Alegria") | 5  | [ 136 ]                 |
| 2024 | Melhor Escola                                                     | 6  | [ 137 ]                 |
| 2024 | Comissão de Frente                                                | 7  | [ 137 ]                 |
| 2024 | Ala de Passistas                                                  | 8  | [ 137 ]                 |
| 2024 | Carnavalesco (Tarcisio Zanon)                                     | 9  | [ 137 ]                 |
| 2025 | Mestre-sala e Porta-bandeira (Julinho Nascimento e Rute Alves)    | 10 | [ 138 ]                 |

## Prêmios extintos

### Gazeta do Rio
O Prêmio Gazeta do Rio foi concedido em 2022 pelo site Gazeta do Rio às escolas de samba do carnaval carioca. Os premiados foram escolhidos por jornalistas especializados, foliões e parceiros do site.
| Ano  | Categoria premiada                                          | C | Referência |
| ---- | ----------------------------------------------------------- | - | ---------- |
| 2022 | Enredo ("Não Há Tristeza que Possa Suportar Tanta Alegria") | 1 | [ 139 ]    |
| 2022 | Bateria                                                     | 2 | [ 139 ]    |
| 2022 | Intérprete (Zé Paulo Sierra)                                | 3 | [ 139 ]    |

### OSK do Samba
Óscar do Samba foi um prêmio concedido entre 2004 e 2006, que retornou em 2013 com o nome de OSK do Samba, sendo concedido até 2016. Foi idealizado por Ronaldo Cascão e Moisés Santiago. Contemplava todas as divisões do carnaval carioca. Os premiados eram escolhidos por um corpo de jurados que assistiam os desfiles no Sambódromo e na Intendente Magalhães.
| Ano  | Categoria premiada                                                                                            | C | Referência |
| ---- | --- | - | ---------- |
| 2014 | Enredo ("Sou a Terra de Ismael, 'Guanabaran' Eu Vou Cruzar... Pra Você Tiro o Chapéu, Rio Eu Vim Te Abraçar") | 1 | [ 141 ]    |
| 2014 | Comissão de Frente                                                                                            | 2 | [ 141 ]    |
| 2014 | Mestre-sala e Porta-bandeira (Marlon e Alessandra)                                                            | 3 | [ 141 ]    |
| 2016 | Samba-enredo ("O Alabê de Jerusalém: A Saga de Ogundana")                                                     | 4 | [ 142 ]    |
| 2016 | Comissão de Frente                                                                                            | 5 | [ 142 ]    |
| 2016 | Intérprete (Zé Paulo Sierra)                                                                                  | 6 | [ 142 ]    |

### Prêmio Ziriguidum
O Prêmio Ziriguidim foi concedido entre 2014 e 2017 pelo site Ziriguidum às escolas de samba do carnaval carioca.
| Ano  | Categoria premiada                                        | C | Referência      |
| ---- | --------------------------------------------------------- | - | --------------- |
| 2014 | Melhor Escola da Série A                                  | 1 | [ 143 ] [ 144 ] |
| 2014 | Intérprete (Zé Paulo Sierra)                              | 2 | [ 143 ] [ 144 ] |
| 2014 | Revelação (João Vitor Araújo - Carnavalesco)              | 3 | [ 143 ] [ 144 ] |
| 2016 | Samba-enredo ("O Alabê de Jerusalém: A Saga de Ogundana") | 4 | [ 145 ]         |

### Samba é Nosso
O Prêmio Samba é Nosso foi uma premiação concedida entre 2011 e 2015 às escolas de samba dos grupos de acesso. Era organizada pela Associação Cultural O Samba é Nosso.
| Ano  | Categoria premiada                                                                           | C | Referência |
| ---- | -------------------------------------------------------------------------------------------- | - | ---------- |
| 2012 | Samba-enredo ("A Vida como Ela É, Bonitinha, mas Ordinária... Assim Falou Nelson Rodrigues") | 1 | [ 146 ]    |
| 2012 | Harmonia                                                                                     | 2 | [ 146 ]    |
| 2012 | Conjunto de Fantasias                                                                        | 3 | [ 146 ]    |
| 2012 | Porta-bandeira (Alessandra)                                                                  | 4 | [ 146 ]    |

### Tamborim de Ouro
O Troféu Tamborim de Ouro foi um prêmio entregue entre 1998 e 2020 à primeira e segunda divisão do carnaval do Rio de Janeiro. Era organizado e oferecido pelo Jornal O Dia. Algumas categorias tinham seus vencedores escolhidos por meio de votação popular online, enquanto outras eram votadas por um júri de jornalistas e especialistas.
| Ano  | Categoria premiada                     | C  | Referência |
| ---- | -------------------------------------- | -- | ---------- |
| 1998 | Melhor Escola                          | 1  | [ 149 ]    |
| 2001 | Bateria                                | 2  | [ 150 ]    |
| 2001 | Musa da Sapucaí (Luma de Oliveira)     | 3  | [ 150 ]    |
| 2002 | Musa da Sapucaí (Luma de Oliveira)     | 4  | [ 151 ]    |
| 2003 | Intérprete (Dominguinhos do Estácio)   | 5  | [ 152 ]    |
| 2004 | Intérprete (Dominguinhos do Estácio)   | 6  | [ 153 ]    |
| 2004 | Musa da Sapucaí (Juliana Paes)         | 7  | [ 153 ]    |
| 2005 | Enredo ("A Viradouro É Só Sorriso!")   | 8  | [ 154 ]    |
| 2005 | Samba no Pé Masculino (Renato Sorriso) | 9  | [ 154 ]    |
| 2006 | Bateria                                | 10 | [ 155 ]    |
| 2007 | Bateria                                | 11 | [ 156 ]    |
| 2008 | Ala de Crianças                        | 12 | [ 157 ]    |
| 2008 | Personalidade (Mestre Ciça)            | 13 | [ 157 ]    |
| 2010 | Ala de Baianas                         | 14 | [ 158 ]    |
| 2019 | Voz da Avenida (Zé Paulo Sierra)       | 15 | [ 159 ]    |

### Troféu Apoteose
Troféu Apoteose foi um prêmio concedido pelo Programa Cidade do Samba, do radialista João Estevam, entre 2004 e 2014 à primeira, segunda e terceira divisões do carnaval do Rio de Janeiro.
| Ano  | Categoria premiada       | Referência |
| ---- | ------------------------ | ---------- |
| 2014 | Melhor Escola da Série A | [ 160 ]    |

### Troféu Jorge Lafond
Troféu Jorge Lafond foi um prêmio concedido entre 2004 e 2016 pela escola de samba Acadêmicos do Cubango às agremiações dos grupos de acesso. O prêmio foi criado em homenagem ao ator Jorge Lafond.
| Ano  | Categoria premiada                                             | C  | Referência      |
| ---- | -------------------------------------------------------------- | -- | --------------- |
| 2004 | Diretor de Harmonia (Vanderlei Borges)                         | 1  | [ 162 ]         |
| 2007 | Personalidade (Marco Lira - Presidente da Viradouro)           | 2  | [ 163 ] [ 164 ] |
| 2011 | Mestre-sala e Porta-bandeira (Robson Sensação e Ana Paula)     | 3  | [ 165 ] [ 166 ] |
| 2011 | Personalidade (Patrícia Costa - Rainha de Bateria)             | 4  | [ 165 ] [ 166 ] |
| 2012 | Intérpretes (Diego Nicolau, Leléu, Gilberto Gomes e Niu Souza) | 5  | [ 167 ]         |
| 2012 | Porta-bandeira (Alessandra Chagas)                             | 6  | [ 167 ]         |
| 2012 | Ala de Crianças                                                | 7  | [ 167 ]         |
| 2013 | Ala de Passistas                                               | 8  | [ 168 ]         |
| 2014 | Melhor Escola                                                  | 9  | [ 169 ] [ 170 ] |
| 2014 | Harmonia                                                       | 10 | [ 169 ] [ 170 ] |
| 2014 | Intérprete (Zé Paulo Sierra)                                   | 11 | [ 169 ] [ 170 ] |
| 2014 | Revelação (João Vitor Araújo - Carnavalesco)                   | 12 | [ 169 ] [ 170 ] |
| 2016 | Samba-enredo ("O Alabê de Jerusalém: A Saga de Ogundana")      | 13 | [ 171 ] [ 172 ] |
| 2016 | Enredo ("O Alabê de Jerusalém: A Saga de Ogundana")            | 14 | [ 171 ] [ 172 ] |
| 2016 | Harmonia                                                       | 15 | [ 171 ] [ 172 ] |

### Troféu Nota 10
Troféu Nota 10 foi um prêmio concedido pelo Jornal Meia Hora às escolas de samba da segunda divisão do carnaval carioca. Sua primeira edição foi realizada em 2017. Os premiados são escolhidos por um júri formado por jornalistas e especialistas.
| Ano  | Categoria premiada           | Referência |
| ---- | ---------------------------- | ---------- |
| 2017 | Intérprete (Zé Paulo Sierra) | [ 174 ]    |
| 2018 | Intérprete (Zé Paulo Sierra) | [ 175 ]    |

### Troféu Papa-Tudo - Rede Manchete
O Troféu Papa-Tudo - Rede Manchete foi um prêmio concedido pela Rede Manchete entre os anos de 1995 e 1998 às escolas de samba da primeira e segunda divisões do carnaval carioca.
| Ano  | Categoria premiada           | Referência |
| ---- | ---------------------------- | ---------- |
| 1995 | Passista Feminina (Patrícia) | [ 176 ]    |
| 1998 | Melhor Ala ("Raio de Sol")   | [ 177 ]    |

### Troféu Rádio Manchete
Troféu Rádio Manchete foi um prêmio concedido pela Rádio Manchete às escolas do grupos Especial, Acesso A e B. Os vencedores eram escolhidos por comentaristas e repórteres de Carnaval da Rádio Manchete AM.
| Ano  | Categoria premiada | Referência      |
| ---- | ------------------ | --------------- |
| 2009 | Bateria            | [ 178 ] [ 179 ] |

### Troféu Sambista
Troféu Sambista foi uma premiação concedida entre 2016 e 2018 pelo Jornal do Sambista às escolas de samba da primeira, segunda e terceira divisões do carnaval.
| Ano  | Categoria premiada                                        | C | Referência      |
| ---- | --------------------------------------------------------- | - | --------------- |
| 2016 | Samba-enredo ("O Alabê de Jerusalém: A Saga de Ogundana") | 1 | [ 180 ] [ 181 ] |
| 2016 | Bateria                                                   | 2 | [ 180 ] [ 181 ] |
| 2016 | Intérprete (Zé Paulo Sierra)                              | 3 | [ 180 ] [ 181 ] |
| 2017 | Bateria                                                   | 4 | [ 182 ]         |
| 2017 | Ala de Baianas                                            | 5 | [ 182 ]         |
| 2017 | Intérprete (Zé Paulo Sierra)                              | 6 | [ 182 ]         |
| 2018 | Melhor Desfile da Série A                                 | 7 | [ 183 ]         |
| 2018 | Comissão de Frente                                        | 8 | [ 183 ]         |
| 2018 | Harmonia                                                  | 9 | [ 183 ]         |

### Troféu Vai Dar Samba
O Troféu Vai Dar Samba foi entregue em 2018, elegendo os melhores da primeira e segunda divisões do carnaval carioca. Foi oferecido pelo programa Vai Dar Samba, da Rádio 94 FM, sob responsabilidade do jornalista Miro Ribeiro.
| Ano  | Categoria premiada                                                        | C | Referência |
| ---- | ------------------------------------------------------------------------- | - | ---------- |
| 2018 | Samba-enredo ("Vira a Cabeça, Pira o Coração – Loucos Gênios da Criação") | 1 | [ 184 ]    |
| 2018 | Intérprete (Zé Paulo Sierra)                                              | 2 | [ 184 ]    |
| 2018 | Mestre-sala e Porta-bandeira (Julinho Nascimento e Rute Alves)            | 3 | [ 184 ]    |
| 2018 | Comissão de Frente                                                        | 4 | [ 184 ]    |
| 2018 | Ala de Passistas                                                          | 5 | [ 184 ]    |
| 2018 | Velha Guarda                                                              | 6 | [ 184 ]    |
| 2018 | Revelação (Edson Pereira - Carnavalesco)                                  | 7 | [ 184 ]    |